# Antony Hamilton
Antony Hamilton (* 4. Mai 1952 in Liverpool; † 29. März 1995 in Los Angeles) war ein britisch-australischer Filmschauspieler, Tänzer und Model.

## Leben
Antony Hamilton wurde in England geboren und anschließend von einem australischen Ehepaar adoptiert, er wuchs in Adelaide auf. Hamilton etablierte sich als Tänzer im australischen Ballett, bevor er Model in Europa und den USA wurde. Bald darauf wurde er von Regisseur Harry Hurwitz entdeckt, der ihn 1979 für seinen Film Dracula auf Abwegen verpflichtete.
Nachdem er 1984 die männliche Hauptrolle in Samson und Delilah übernommen hatte, wurde er als Ersatz für den verstorbenen Jon-Erik Hexum für die Fernsehserie Mode, Models und Intrigen verpflichtet. Bevor Timothy Dalton die Rolle des James Bond übernahm, war auch Antony Hamilton hierfür im Gespräch. Warum Hamilton die Rolle nicht bekam, darüber gibt es zwei Versionen: Produzent Albert R. Broccoli hätte sich zum einen gegen einen „blondhaarigen“ Bond ausgesprochen, oder sowohl Hamilton als auch Broccoli wären übereingekommen, dass Hamiltons Homosexualität für die Rolle nicht fördernd sei. Hamilton setzte seine Schauspielkarriere in Fernsehserien, darunter Gastauftritte in Twilight Zone und L.A. Law – Staranwälte, Tricks, Prozesse fort, sowie als einer der Hauptdarsteller in der Krimiserie In geheimer Mission.
Antony Hamilton starb im Alter von 42 Jahren an einer AIDS bedingten Lungenentzündung.

## Filmografie (Auswahl)
- 1979: Dracula auf Abwegen (Nocturna)
- 1984: Samson und Delilah
- 1984–1985: Mode, Models und Intrigen (Cover Up, Fernsehserie, 14 Folgen)
- 1984: Spiegel (Mirrors)
- 1986: Der Hitchhiker (The Hitchhiker, Fernsehserie, Folge 3x12)
- 1987: L.A. Law – Staranwälte, Tricks, Prozesse (L.A. Law, Fernsehserie, Folge 2x01)
- 1988: Howling
- 1988–1990: In geheimer Mission (Mission: Impossible, Fernsehserie, 35 Folgen)
- 1991: P.S.I. Luv U (Fernsehserie, Folgen 1x01, 1x05)
- 1992: Fatal Instinct